# 14911 Fukamatsu
14911 Fukamatsu eller 1993 RH2 är en asteroid i huvudbältet som upptäcktes den 15 september 1993 av de båda japanska astronomerna Kazuro Watanabe och Kin Endate vid Kitami-observatoriet. Den är uppkallad efter den japanske amatörastronomen Daihei Fukamatsu.
Den tillhör asteroidgruppen Eunomia.